# DN15E
De DN15E (Drum Național 15E of Nationale weg 15E) is een weg in Roemenië. Hij loopt van Târgu Mureș naar Satu Nou. De weg is 46 kilometer lang. 